# De Soto Trail

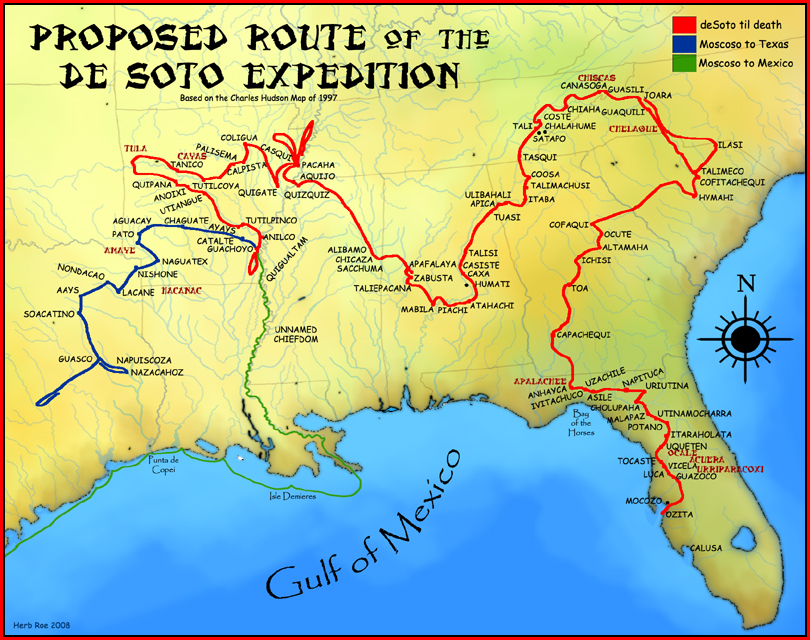
De Soto Trail

De Soto Trail é o caminho percorrido pelo conquistador e explorador espanhol Hernando de Soto. Hernando foi o primeiro europeu a alcançar o Rio Mississipi.  